# كوجي إيشيكاوا (كاتب)
كوجي إيشيكاوا (باليابانية: いしかわこうじ) هو كاتب للأطفال ورسام توضيحي وكاتب ياباني، ولد في 4 أكتوبر 1963 في تشيبا في اليابان.